# Sphenoptera capensis
Sphenoptera capensis es una especie de escarabajo del género Sphenoptera, familia Buprestidae. Fue descrita científicamente por Gory & Laporte en 1839.

## Distribución
Habita en la región afrotropical.